# Ivry-sur-Seine
Ivry-sur-Seine é uma comuna francesa na região administrativa da Ilha de França, no departamento de Val-de-Marne subúrbio da capital francesa Paris. Estende-se por uma área de 6,10 km². Ela faz parte da Metrópole da Grande Paris.
Seus habitantes são chamados Ivryens. 

## Geografia

### Transportes

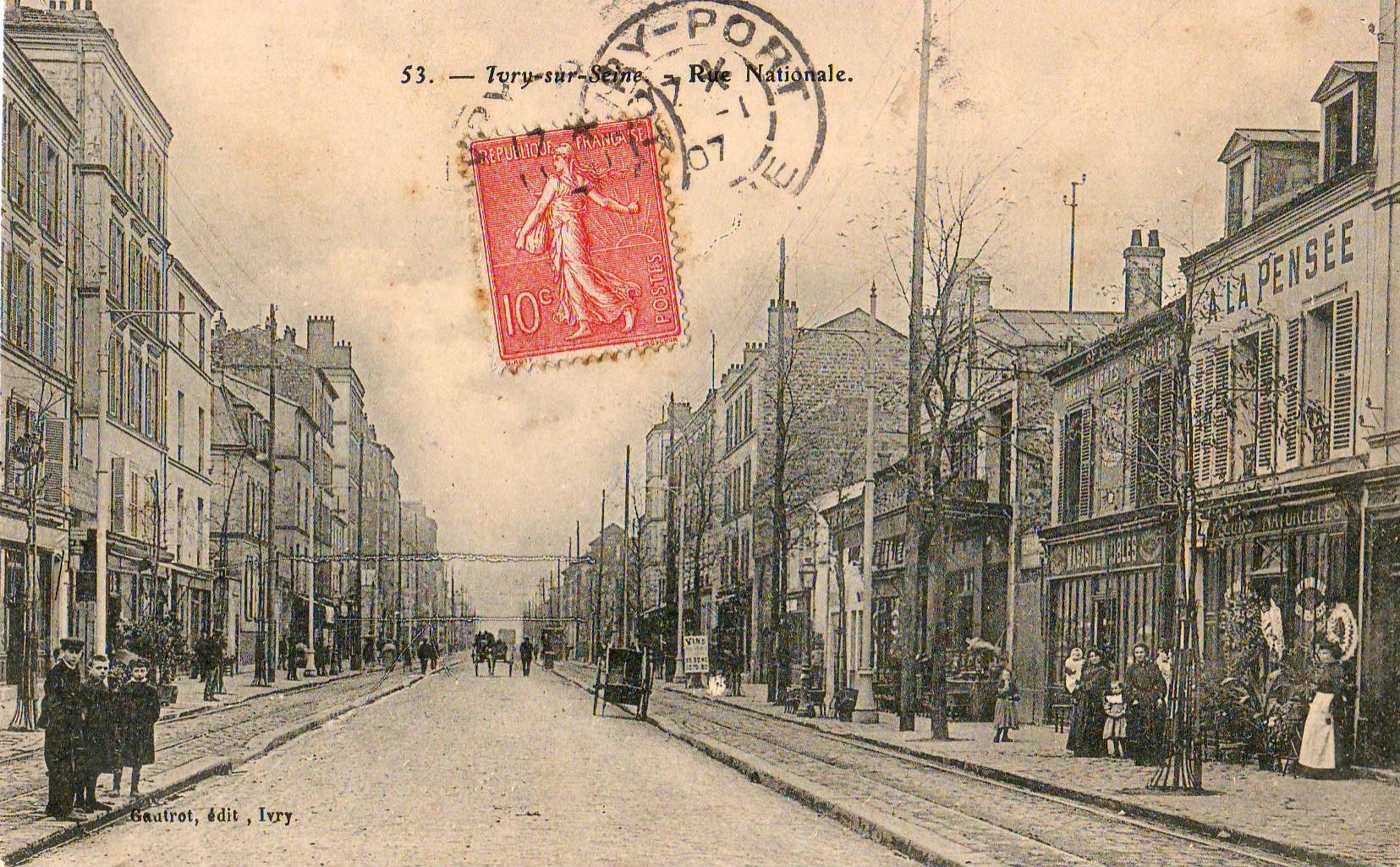
Ivry é atravessada pela ex-RN 19, onde o tramway da CGPT e depois da STCRP, antepassados da RATP, cujas vias eram, por volta de 1907, estabelecidas fora da estrada.

A comuna é servida por vários meios de transporte de Paris ou de seus subúrbios.
- Linha 7 do Metrô de Paris: Pierre et Marie Curie, Mairie d'Ivry e Porte d'Ivry (em Paris).
- Linha C do RER: Ivry-sur-Seine (abrigo Véligo)
- Bus RATP: 125, 132, 180, 182, 183, 323, 325

A comuna também está equipada com várias estações Vélib'.
A cidade é atravessada por linhas ferroviárias que chegam à Gare d'Austerlitz, e em particular a linha ferroviária Paris - Bordéus.

## Toponímia
No nome de Ivry-sur-Seine, "Ivry" vem do gaulês "Eburiacum", que significa "local de teixos"; "sur-Seine" notifica o fato que o Sena borda o flanco leste da cidade.

## História
Os primeiros vestígios que atestam a ocupação humana no território de Ivry-sur-Seine datam a partir de 4000 anos, eles fazem do sítio um dos lugares mais interessantes da arqueologia na região parisiense.

### Antiguidade
Em 52 a.C., Ivry foi palco de combates entre as tropas de Camulogenus, comandante do exército dos Parisii e as de Labieno, tenente de tenente de Júlio César quem foi vitorioso.

### Idade Média

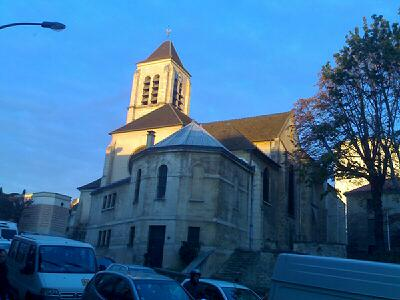
A Igreja Saint-Pierre-Saint-Paul de Ivry-sur-Seine.

No século VI, de acordo com uma lenda hagiográfica, são Framburgo, um eremita, se refugiou em uma caverna natural de Ivry: uma fonte milagrosamente escondeu o santo, e o lugar logo se tornou um lugar de culto. Na sua morte, uma capela foi consagrada a ele. Destruída durante as guerras, foi reconstruída em 1665 e abrigou até o reinado de Luís Filipe as relíquias do santo, objetos de uma peregrinação muito seguida. Em torno do lugar, Saint-Frambourg tornou-se uma aldeia da comuna de Ivry-sur-Seine.
No século IX, a terra de Ivry foi propriedade do senhorio do capítulo de Notre-Dame-de-Paris.
Em 936, uma carta de Louis IV da França menciona pela primeira vez o nome de Ivriacum, arquétipo de origem céltica Ebur-i-acum que significa "lugar de teixos" ou "a propriedade de Eburius".
A nova igreja paroquial Saint-Pierre-Saint-Paul foi iniciada no século XII (torre quadrada e campanário do século XIII); um dos pilares tem a data de 1575. Em Petit-Ivry se encontra uma igreja dos séculos XIII e XVI.

### Época Moderna
Gradualmente, a partir do século XIII até o século XVII, a unidade do domínio foi fragmentada pelas aquisições sucessivas de vários senhores. Os numerosos senhorios eclesiásticos, incluindo as abadias de Saint-Magloire, de Saint Victor, o priorado de Saint-Martin-des-Champs e alguns feudos seculares foram gradualmente anexados, de modo que em 1659 a terra de Ivry pertencia em sua totalidade a um único senhor leigo, Philippe de Loynes.
Esta terra foi comprada no século XVII por Claude Bosc du Bois, assessor do Parlamento de Paris, que a transmitiu a seu filho, que construiu um belo castelo. Com a morte deste, em 1715, passa a marechal de Uxelles, depois a Henri-Camille, marquês de Beringhen. A Revolução destruiu uma grande parte do castelo (alguns elementos ainda hoje permanecem perto do place Parmentier).

## Educação
- ESME Sudria
- École supérieure d'informatique, électronique, automatique
- École des technologies numériques appliquées
- Institut polytechnique des sciences avancées
- IONIS School of Technology and Management